# آخوریان کایاران
آخوریان کایاران (به ارمنی: Ախուրյան կայարանի գյուղ) یک روستا در ارمنستان است که در استان شیراک واقع شده‌است. ۱٫۵ کیلومتری روستای غاریبجانیان واقع شده است.

## خصوصیات
آخوریان کایاران  هم اکنون غیرمسکونی است و در ارتفاع ۱۴۹۰ متر  بالاتر از سطح دریا قرار گرفته است.